# روان‌شناسی دین

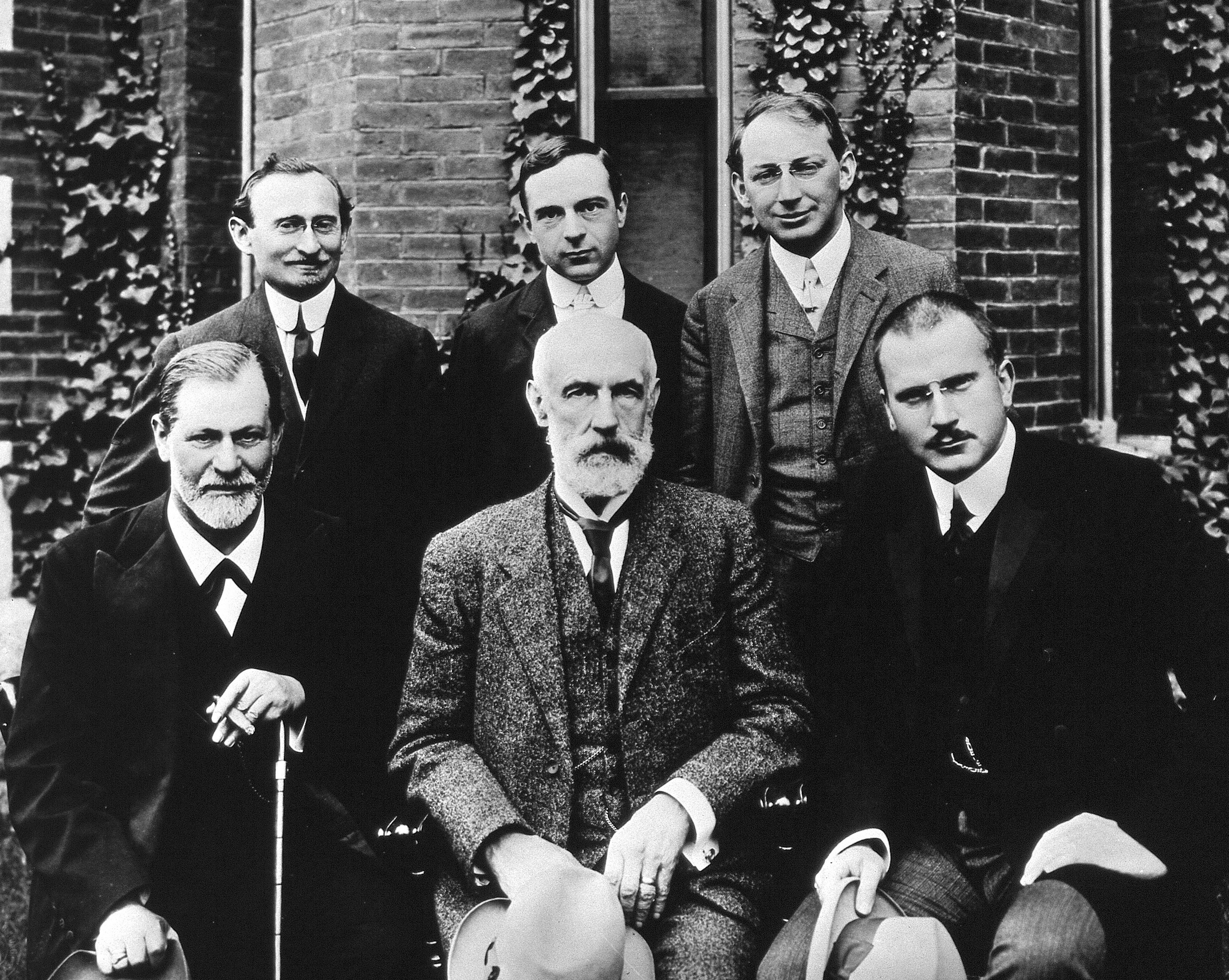
عکس دسته جمعی ۱۹۰۹ مقابل دانشگاه کلارک. ردیف جلو: زیگموند فروید ، جی. استنلی هال ، کارل یونگ. ردیف عقب: آبراهام بریل ، ارنست جونز ، ساندور فرنسی

روان‌شناسی دین مشتمل است بر به کار بری متدهای روان‌شناختی و فریم‌ورک‌های تفسیری، بر مفاد گوناگون سنن دینی و همچنین برهم افراد مذهبی و هم غیر مذهبی. گستره فوق‌العاده متدها و فریم‌ورک‌ها می‌توانند به‌طور کمک‌کننده‌ای با توجه به تمایز کلاسیک میان رویکردهای مبتنی بر علوم طبیعی و مبتنی بر علوم انسانی خلاصه شوند. اولین دسته بوسیله روال‌های عینی (objective)، کمّی، و ترجیحاً تجربی برای آزمودن فرضیه‌ها در رابطه با ارتباطات علّی میان موارد مطالعه آدمی پیش می‌رود. در تقابل، رویکرد مبتنی بر علوم انسانی، با هدف پی بردن به ارتباطات معنامند به‌جای علّی، در پدیده‌هایی که آدمی به دنبال فهم آن است، به دنیای بشری تجربیات با استفاده از متدهای کیفی، پدیدارشناختی، و تفسیری دست می‌یابد.
روان‌شناسان دین سه پروژه عمده را دنبال می‌کنند: (۱) شرح سیستماتیک بالاخص مفاد، رویکردها، تجربیات و حالات دینی؛ (۲) تبیین خاستگاه‌های دین، هم در تاریخ نوع بشر و هم در زندگی‌های فردی، با احتساب گوناگونی تاثیرات؛ و (۳) به نقش درآوردن عواقب رویکردها و کنش‌های دینی، هم برای فرد و هم برای جامعه در حالت کلان. روان‌شناسی دین ابتدا بعنوان رشته‌ای خود-هشیار در اوایل قرن ۱۹ میلادی سر برآورد، اما همه این سه وظیفه تاریخچه ای دارند که تا به قرن‌ها پیش از آن بازمی‌گردد.
روان‌شناسی دین یا همان روان‌شناسی مذهب از شاخه‌های تحقیقات علمی است که به بررسی دین می‌پردازد. این علم به بررسی وضعیتهای روانشناسانه در جامعه، وجدان گروهی و فردی که در ایجاد، توسعه، کارکرد و از بین رفتن یک دین مؤثر است می‌پردازد. همچنین محتوی ساختار و جهت‌گیری این پدیده‌ها و جایگاه و نقششان در خود دین و زندگی خارج از دین مورد علاقه این علم است. کار اصلی روان‌شناسی دین تعریف و توضیح جامعه شناسانه-روانشناسانه از پدیده‌های دینی است.

## نظر اجمالی
چالش روان‌شناسی دین اساساً سه‌قسم است: (۱) ارائه شرحی موشکافانه از موارد تحقیق، خواه محتوای دینی (برای نمونه، رسوم آیینی سنت) یا تجریبات، رویکردها و کنش‌های فردی مشترک باشند؛ (۲) بیان سر برآوردن چنین پدیده‌هایی با اصطلاحات روان شناختی، خواه در زندگی‌های فردی باشند؛ و (۳) روشن ساختن پیامد—آن طور که ویلیام جیمز می‌گوید ثمره— این پدیده‌ها، برای افراد، و جامعه در حالت کلان. این ثمره‌ها ممکن است هم مثبت و همچنین منفی باشند.
اولین وظیفه توصیفی به‌طور طبیعی نیازمند روشن‌سازی اصطلاحات آدمی است—مافوق همه، واژه دین. تاریخدانان دین مدت هاست که سرشت پا در هوای این اصطلاح را مورد تأکید قرار داده‌اند، با خاطر نشان شدن این که استفاده اش در طول قرن‌ها به طرق قابل توجهی تغییر کرده‌است، به‌طور کلی در جهت شی‌انگاری. روان‌شناسان دین اولیه کاملاً از این دشواری‌ها آگاه بودند، و معمولاً اذعان می‌کردند که تعاریفی که برای استفاده انتخاب می‌کردند تا حدودی دلبخواه بوده‌است. با خیز گرفتن گرایش‌های مثبت‌گرایانه (پوزیتیویستی) در طول قرن ۲۰ میلادی، به‌خصوص این مطالبه که تمام پدیده‌ها با روال‌های کمّی عملیاتی سازی شوند، روان شناسان دین انبوهی از مقیاس‌ها و درجه‌بندی‌ها را توسع دادند، که بیش تر آن‌ها برای استفاده با مسیحیان پروتستان توسعه داده شد. تحلیل عاملی نیز توسط هم روان شناسان و هم جامعه‌شناسان دین به بازی وارد شد، تا هسته‌ای ثابت از ابعاد و مجموعه درجه‌بندی‌هایی متناظر مقرر شود. توجیه کنندگی و کفایت این کوشش‌ها، به‌خصوص در نور دیدگاه ساختارگرایانه (کنستراکتیویستی) و دیگر دیدگاه‌های پست‌مدرن، مسئله‌ای برای بحث باقی می‌ماند.
در چندین دهه گذشته، به‌خصوص در میان روان شناسان بالینی، در کنار کوشش‌ها برای تمییز دادن اصطلاحات «معنویت» و «معنوی» از «دین» و «دینی» ترجیحی برای اصطلاحات «معنویت» و «معنوی» پدیدار شده‌است. بالاخص در ایالات متحده، «دین» برای بسیاری با موسسات فرقه‌ای و آیین‌ها و مراسم عبادت الزامیشان تداعی گشته‌است، و از این روی به واژه حالت و روحیه منفی‌ای می‌دهد؛ «معنویت» در مقایسه، به‌طور مثبتی عمیقا فردی و درونگرانه (subjective) احداث شده‌است، به عنوان استعدادی جهانگیر برای دریافتن و آشتی دادن زندگی آدمی با واقعیات والاتر (higher realities). در واقع، همچنین «معنویت» در غرب تحت تکامل قرار گرفته‌است، از زمانی که اساساً هم‌معنی ای برای دین بود در معنای اصلی خود. امروزه، کوشش‌ها برای عملیاتی‌سازی (operationalization) این اصطلاحات در جریان است.
Schnitker و Emmons تئوریزه کرده‌اند که فهم دین به عنوان جستجویی برای معنا نیازمندی‌هایی در سه حوزه روان‌شناخی انگیزه، شناخت، و روابط اجتماعی به همراه می‌آورد. جنبه‌شناختی به خدا و مفهوم هدف مرتبط است، موارد انگیزه‌ای به نیاز برای کنترل، مرتبط هستند، و همچنین جستجوی دینی برای معنا در درون جوامع اجتماعی درآمیخته است.

## تاریخچه

### ویلیام جیمز
روان‌شناس و فیلسوف آمریکایی ویلیام جیمز (۱۸۴۲–۱۹۱۰ م) توسط بیش‌تر روان‌شناسان دین بعنوان بنیان‌گذار فیلد به حساب می‌آید. او بعنوان رئیس انجمن روان‌شناسی آمریکا خدمت کرد، و یکی از اولین کتب درسی روان‌شناسی را نوشت. در روان‌شناسی دین نفوذ جیمز پایسته است. اثر او تحت عنوان Varieties of Religious Experienceبه عنوان اثری کلاسیک در فیلد در نظر گرفته می‌شود، و ارجاعات به اندیشه‌های جیمز در کنفرانس‌های حرفه ای رایج است.
جیمز میان دین موسسه‌ای و دین شخصی تمایز قائل می‌شود. دین مؤسسه ای به سازمان یا گروه دینی ارجاع دارد و نقش مهمی در فرهنگ جامعه بازی می‌کند. دین شخصی، که در آن فرد تجربه عرفانی دارد، می‌تواند صرف نظر از فرهنگ تجربه شود. جیمز بیش تر در درک تجربه دینی شخصی علاقه‌مند است.

### دیگر نظریه‌پردازان اولیه
- گ.و.ف. هگل
- زیگمویند فروید
- کارل یونگ
- آلفرد آدلر
- گوردون آلپورت
- اریک ه. اریکسون
- اریک فروم
- رادولف اتو

### اندیشمندان امروزی
- الن برگین
- روبرت ای. امونس
- کنت پارگامنت
- جیمز هیلمن
- جولیان جینس

## فرضیه‌ها در باب نقش دین
- سکولارسازی
- دگرگونی دینی
- جدایی فرهنگی

## پیشروان و دیدگاه‌ها
روان‌شناسی دین در ابتدای قرن بیستم و با کوششهای دانشمندانی همچون ویلهلم وونت، ویلیام جیمز و جیمز لوبا به وجود آمد. در این عرصه در غرب هر دو دیدگاه غیردینی و کلیسایی به وجود آمدند. پایه‌های فلسفی دیدگاه غیردینی را مکتب‌هایی همچون پراگماتیسم، پوزیتویسم و پدیده‌شناسی استوار ساختند. از طرفی روان‌شناسی مسیحی در الهیات کاتولیک، پروتستان و ارتدکس ریشه دارد و معمولاً از فلسفه ایده‌آلیسم برای دفاع و اثبات مسیحیت بهره می‌برد.
نظریه‌های مختلف روان‌شناسی برای توضیح پدیده دین به کار رفته‌اند، شامل رفتارگرایی، روان‌شناسی گشتالت و روانکاوی (فرویدیسم و نوفرویدیسم).

## دیدگاه فروید
زیگموند فروید در کتاب توتم و تابو از ایده عقده ادیپ (تمایل جنسی پسر به مادر همراه با حس رقابت و دشمنی با پدر) برای توضیح چگونگی پیدایش دین در مراحل آغازین رشد بشر استفاده می‌کند. همچنین فروید در کتاب موسی و یکتاپرستی به بازسازی تاریخ‌نگاری کتاب مقدس بر اساس تئوری خویش می‌پردازد و در کتاب آینده یک پندار بیان می‌کند که دین یک پندار یا چارچوب خیالی است که انسان برای رسیدن به بلوغ باید از قید آن آزاد گردد.
فروید عقیده دارد که اعتقاد به خدا به مثابه پدر رفتاری کودکانه و عصبی است و نیز مذاهب تحکم‌کننده ناکارآمد بوده و انسان را از خود بیگانه می‌کنند.

## دیدگاه آلبرت بندورا
نظریه یادگیری اجتماعی که توسط آلبرت بندورا ارائه شد، احتمالاً تأثیرگذارترین نظریه یادگیری و رشد بوده‌است. با وجودی که این نظریه ریشه در بسیاری از مفاهیم نظریه سنتی یادگیری دارد، امّا بندورا اعتقاد دارد که آموزش مستقیم، تنها وسیله برای یادگیری نیست. نظریه او، یک عنصر اجتماعی را نیز در نظر می‌گیرد و می‌گوید که مردم می‌توانند اطلاعات و رفتارهای جدید را از طریق مشاهده مردمان دیگر یادبگیرند. این نوع یادگیری را که به یادگیری (یا مدل‌سازی) مشاهده‌ای معروف است می‌توان برای توضیح انواع گسترده‌ای از رفتارها به کار برد.
برپایهٔ نظریهٔ یادگیری اجتماعی، رفتارهای انحرافی و مجرمانه، اساساً به وسیلهٔ تداعی‌های فرد رخ می‌دهند.
تداعی‌ها، معانی یا الگوهای رفتاری‌ای هستند که، فرد قبلاً آن را کسب کرده و اجازه بروز (تقویت) یا منع (تنبیه) چنین رفتارهایی را می‌دهد. نظریه پردازان یادگیری اجتماعی معتقدند که، همرنگی امری طبیعی است و این سؤال را مطرح می‌کنند که، چرا مردم قوانین را زیر پا می‌گذارند؟ و خود نیز پاسخ می‌دهند که:برپایهٔ نظریهٔ یادگیری اجتماعی، فرد یادمی‌گیرد که، قانون‌شکن باشد، چرا که، از طریق گروه‌های اولیه مثل خانواده و دوستان این اعمال را یادگرفته‌است؛ بنابراین آنانی که از لحاظ مذهبی و دینی پایبند به آن و عضو گروه‌های مذهبی هستند و از آنجا که اکثر مذاهب زندگی افراد را هدفمند و از هرگونه افسردگی و بیماریهای روحی دور می‌دارند، در نتیجه نقش مهمی در زندگی فرد دارند.

## پی‌نوشت و منبع
1. 1 2 3 4 5 6 7  "Psychology of religion". Wikipedia (به انگلیسی). 2020-05-12.

- Judelson, Catherine. (۱۹۸۹)، A dictionary for believers and nonbelievers، Moscow: Progress Publishers، ص. ۳۳۰، شابک ۵۰۱۰۰۰۴۵۵۰